# Геннадис, Стефанос
Стефанос Геннадис (греч. Στέφανος Γεννάδης; 1858, Хиос — 1922, Афины) — греческий генерал-лейтенант, участник Балканских войн. Был членом масонской ложи.

## Биография
Стефанос Геннадис родился в 1858 году на острове Хиос бывшем тогда ещё под османским контролем.
Уехал в Греческое королевство и поступил в Военное училище эвэлпидов.
Служил в инженерных войсках.
В 1896 году вступил в нелегальную организацию Национальное общество поставившее своей целью освобождение Эпира, Македонии, Крита и других греческих земель, остававшихся под османским контролем:224.
Принял участие в «странной» греко-турецкой войне 1897 года в звании капитана.
Впоследствии стал инспектором инженерных войск.
В Первую Балканскую войну, в звании полковника, возглавил отдельный, так называемый, «Отряд Геннадиса» (греч. Απόσπασμα Γεννάδη), который, располагая 1-м и 4-м батальонами эвзонов, действовал на крайнем левом фланге греческой армии в сражении при Сарантапоро.
Встречаемый ликующим греческим населением, принял от османских властей западно-македонский город Гревена.
26 октября 1912 года был повышен в звании до генерал-майора и принял командование 5-й дивизией, разложившейся после Битвы при Веви. Во главе 5-й дивизии освобождал Западную Македонию.
Принял участие в греческой победе над болгарами в сражении под Килкисом в июне 1913 года. Бюст генерал-майора Геннадиса, наряду с бюстами других героев сражения, сегодня стоит в военном музее Килкиса.
По окончании Балканских войн оставался комдивом 5-й дивизии, которая расположилась в Драма, а затем в Кавала. Здесь же он был назначен командующим 4-м корпусом армии.
После начала Первой мировой войны и Национального раскола, будучи сторонником короля Константина, был сослан весной 1917 года на остров Санторин и демобилизован из армии.
После победы монархистов на выборах 1920 года был отозван в армию и был назначен командующим жандармерией, а затем военным правителем Южной Греции (1921).
Дослужился до звания генерал-лейтенанта.
Генерал-лейтенант Геннадис умер в Афинах в 1922 году.